# Tytroca puengeleri
Tytroca puengeleri är en fjärilsart som beskrevs av Edward P. Wiltshire 1970. Tytroca puengeleri ingår i släktet Tytroca och familjen nattflyn. Inga underarter finns listade i Catalogue of Life.